# Henri Schoeman
Henri Schoeman (Vereeniging, 3 de octubre de 1991) es un deportista sudafricano que compite en triatlón. 
Participó en los Juegos Olímpicos de Río de Janeiro 2016, obteniendo la medalla de bronce en la prueba masculina individual. Ganó cinco medallas de oro en el Campeonato Africano de Triatlón entre los años 2013 y 2021.

## Palmarés internacional
| Juegos Olímpicos    | Juegos Olímpicos         | Juegos Olímpicos  | Juegos Olímpicos |
| Año                 | Lugar                    | Medalla           | Prueba           |
| ------------------- | ------------------------ | ----------------- | ---------------- |
| 2016                | Río de Janeiro (Brasil)  | Medalla de bronce | Individual       |
| Campeonato Africano |                          |                   |                  |
| Año                 | Lugar                    | Medalla           | Prueba           |
| 2013                | Agadir (Marruecos)       | Medalla de oro    | Individual       |
| 2014                | Troutbeck (Zimbabue)     | Medalla de oro    | Individual       |
| 2015                | Sharm el-Sheij (Egipto)  | Medalla de oro    | Individual       |
| 2016                | Buffalo City (Sudáfrica) | Medalla de oro    | Individual       |
| 2021                | Sharm el-Sheij (Egipto)  | Medalla de oro    | Individual       |